# نرت بریک (مین)
نرت بریک(به انگلیسی: North Berwick) شهری در ایالت مین کشور ایالات متحده آمریکا است که جمعیت آن در سرشماری سال ۲۰۱۰ میلادی، ۱٬۶۱۵ نفر بوده‌است.